# Irina Seljutina
Irina Gennad'evna Seljutina, accreditata come Irina Selyutina dalla WTA (in russo Ирина Геннадьевна Селютина?; Alma-Ata, 7 novembre 1979), è una tennista kazaka.

## Biografia
Nel 1997 vinse l'Open di Francia 1997 - Doppio ragazze con Cara Black vincendo in finale Maja Matevžič e Katarina Srebotnik con, 6–0, 5–7, 7–5 e il torneo di Wimbledon 1997 - Doppio ragazze sempre con la stessa partner sconfisse in finale la stessa coppia con 3–6, 7–5, 6–3.
Nel 1999 vinse il Warsaw Open esibendosi con Cătălina Cristea, le avversarie in finale furono Amélie Cocheteux e Janette Husárová. Partecipò al Torneo di Wimbledon 2002 - Doppio femminile arrivando al terzo turno, sempre nel 2002 vinse anche il Canberra International doppio con Nannie de Villiers, batterono in finale Samantha Reeves e Adriana Serra Zanetti.
Come singolarista nel ranking raggiunse la 85ª posizione il 14 gennaio del 2002.

## Statistiche

### Risultati in progressione
| Sigla | Risultato               |
| ----- | ----------------------- |
| V     | Vincitore               |
| F     | Finalista               |
| SF    | Semifinalista           |
| O     | Oro olimpico            |
| A     | Argento olimpico        |
| SF    | Bronzo olimpico         |
| QF    | Quarti di Finale        |
| 4T    | Quarto turno            |
| 3T    | Terzo turno             |
| 2T    | Secondo turno           |
| 1T    | Primo turno             |
| RR    | Round Robin             |
| LQ    | Turno di qualificazione |
| A     | Assente                 |
| ND    | Non disputato           |

| Legenda superfici    |
| -------------------- |
| Cemento              |
| Terra battuta        |
| Erba                 |
| Superficie variabile |

#### Singolare nei tornei del Grande Slam
| Torneo          | 1998 | 1999 | 2000 | 2001 | 2002 | 2003 |
| --------------- | ---- | ---- | ---- | ---- | ---- | ---- |
| Australian Open | A    | A    | A    | A    | 1T   | A    |
| Open di Francia | A    | A    | A    | A    | 1T   | A    |
| Wimbledon       | A    | A    | A    | A    | 1T   | A    |
| US Open         | A    | A    | A    | A    | A    | A    |

#### Doppio nei tornei del Grande Slam
| Torneo          | 1998 | 1999 | 2000 | 2001 | 2002 | 2003 |
| --------------- | ---- | ---- | ---- | ---- | ---- | ---- |
| Australian Open | A    | 1T   | 1T   | 2T   | 1T   | 1T   |
| Open di Francia | A    | 1T   | 2T   | 1T   | 1T   | 1T   |
| Wimbledon       | 1T   | 2T   | 1T   | 1T   | 3T   | 1T   |
| US Open         | 1T   | 1T   | 3T   | 1T   | 1T   | A    |

#### Doppio misto nei tornei del Grande Slam
| Torneo          | 1998 | 1999 | 2000 | 2001 | 2002 | 2003 |
| --------------- | ---- | ---- | ---- | ---- | ---- | ---- |
| Australian Open | A    | A    | 1T   | 1T   | A    | A    |
| Open di Francia | A    | 3T   | 1T   | A    | A    | A    |
| Wimbledon       | A    | 1T   | 1T   | A    | 2T   | A    |
| US Open         | A    | 1T   | A    | A    | A    | A    |

## Riconoscimenti
- 1997, ITF World Champions Junior doppio con Cara Black